# Салгирська зрошувальна система
Салгирська зрошувальна система — система для зрошування земель степової частини Криму. Розташована в долині річки Салгир, поблизу Сімферополя. Джерелом зрошення є Сімферопольське водосховище (площа 3,2—3,6 км²), яке живиться водами Салгиру.
Салгирська зрошувальна система в основному збудована 1952—1961 роках. Загальна площа зрошення понад 8000 га, загальна довжина всіх каналів — 140 км. Зрошувані землі використовуються під сади, виноградники, городину, картоплю, кормові культури тощо.